# Le Mesnil-Durdent
Le Mesnil-Durdent est une commune française située dans le département de la Seine-Maritime en région Normandie.
C'est, en 2019, la plus petite commune de Normandie avec ses 18 habitants à égalité avec la commune de Taillepied ( pour plus d'informations voir site insee)
Ses habitants sont les Mesnillots.

## Géographie

### Description
Le Mesnil-Durdent est un village rural du pays de Caux situé à 8 kilomètres au sud de Saint-Valery-en-Caux, et à 11 kilomètres à l’est de Cany-Barville.

### Communes limitrophes
Les communes limitrophes sont Angiens, Ermenouville, Gueutteville-les-Grès, Pleine-Sève et Sainte-Colombe.
|                | Gueutteville-les-Grès | Angiens      |
| Pleine-Sève    | Mesnil-Durdent        |              |
| Sainte-Colombe |                       | Ermenouville |

### Hydrographie
La commune est située dans le bassin Seine-Normandie. Elle n'est drainée par aucun cours d'eau,.

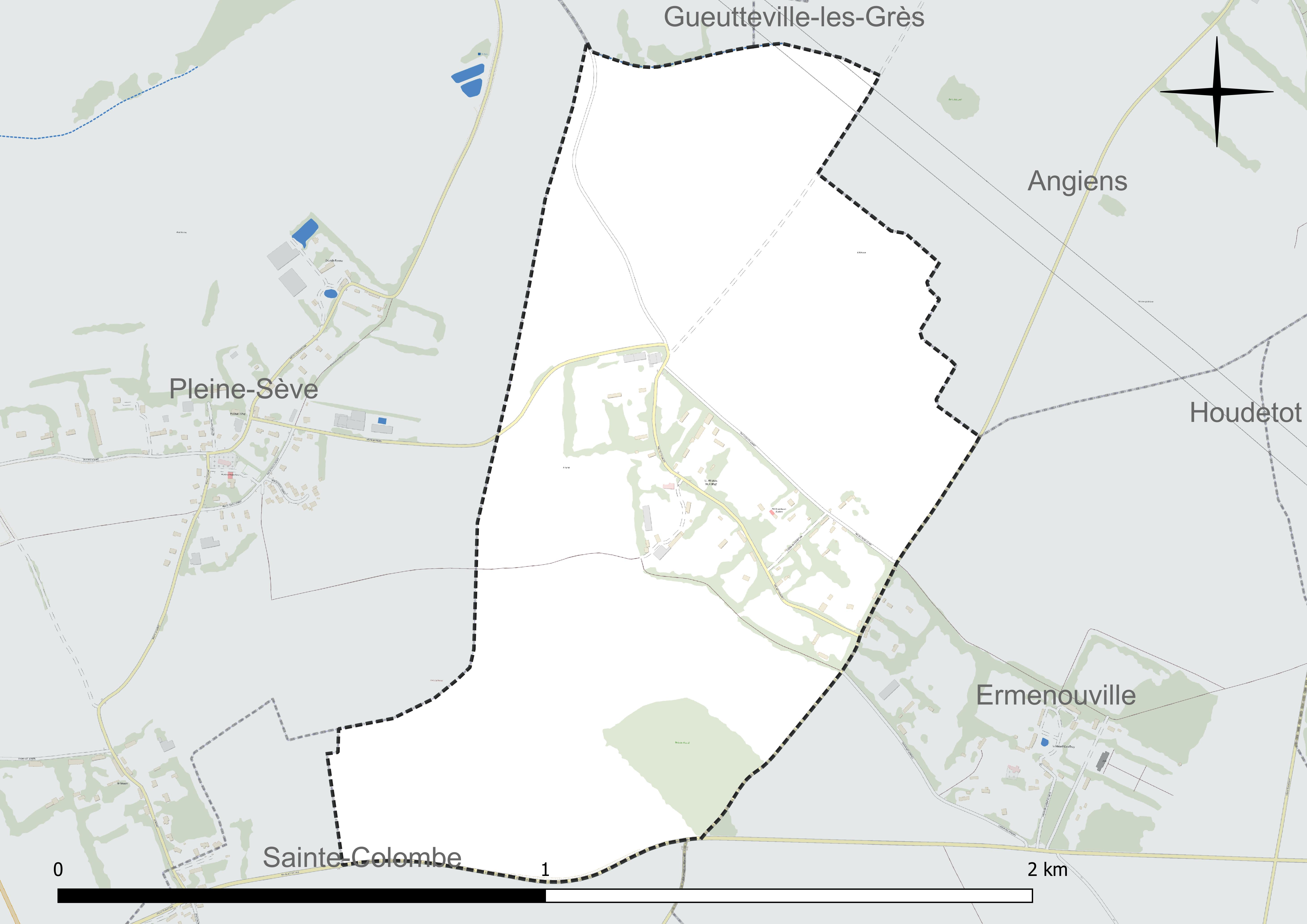
Réseau hydrographique du Mesnil-Durdent.

### Climat
Pour des articles plus généraux, voir Climat de la Normandie et Climat de la Seine-Maritime.
En 2010, le climat de la commune est de type climat océanique franc, selon une étude du CNRS s'appuyant sur une série de données couvrant la période 1971-2000. En 2020, Météo-France publie une typologie des climats de la France métropolitaine dans laquelle la commune est exposée à un climat océanique et est dans la région climatique Côtes de la Manche orientale, caractérisée par un faible ensoleillement (1 550 h/an) ; forte humidité de l’air (plus de 20 h/jour avec humidité relative > 80 % en hiver), vents forts fréquents. Parallèlement le GIEC normand, un groupe régional d’experts sur le climat, différencie quant à lui, dans une étude de 2020, trois grands types de climats pour la région Normandie, nuancés à une échelle plus fine par les facteurs géographiques locaux. La commune est, selon ce zonage, exposée à un « climat maritime », correspondant au Pays de Caux, frais, humide et pluvieux, légèrement plus frais que dans le Cotentin.
Pour la période 1971-2000, la température annuelle moyenne est de 10,4 °C, avec une amplitude thermique annuelle de 12,7 °C. Le cumul annuel moyen de précipitations est de 936 mm, avec 13,4 jours de précipitations en janvier et 8,7 jours en juillet. Pour la période 1991-2020, la température moyenne annuelle observée sur la station météorologique la plus proche, située sur la commune d'Ectot-lès-Baons à 19 km à vol d'oiseau, est de 10,8 °C et le cumul annuel moyen de précipitations est de 905,5 mm,. Pour l'avenir, les paramètres climatiques de la commune estimés pour 2050 selon différents scénarios d’émission de gaz à effet de serre sont consultables sur un site dédié publié par Météo-France en novembre 2022.

## Urbanisme

### Typologie
Au 1er janvier 2024, Le Mesnil-Durdent est catégorisée commune rurale à habitat très dispersé, selon la nouvelle grille communale de densité à sept niveaux définie par l'Insee en 2022.
Elle est située hors unité urbaine. Par ailleurs la commune fait partie de l'aire d'attraction de Saint-Valery-en-Caux, dont elle est une commune de la couronne,. Cette aire, qui regroupe 17 communes, est catégorisée dans les aires de moins de 50 000 habitants,.

### Occupation des sols

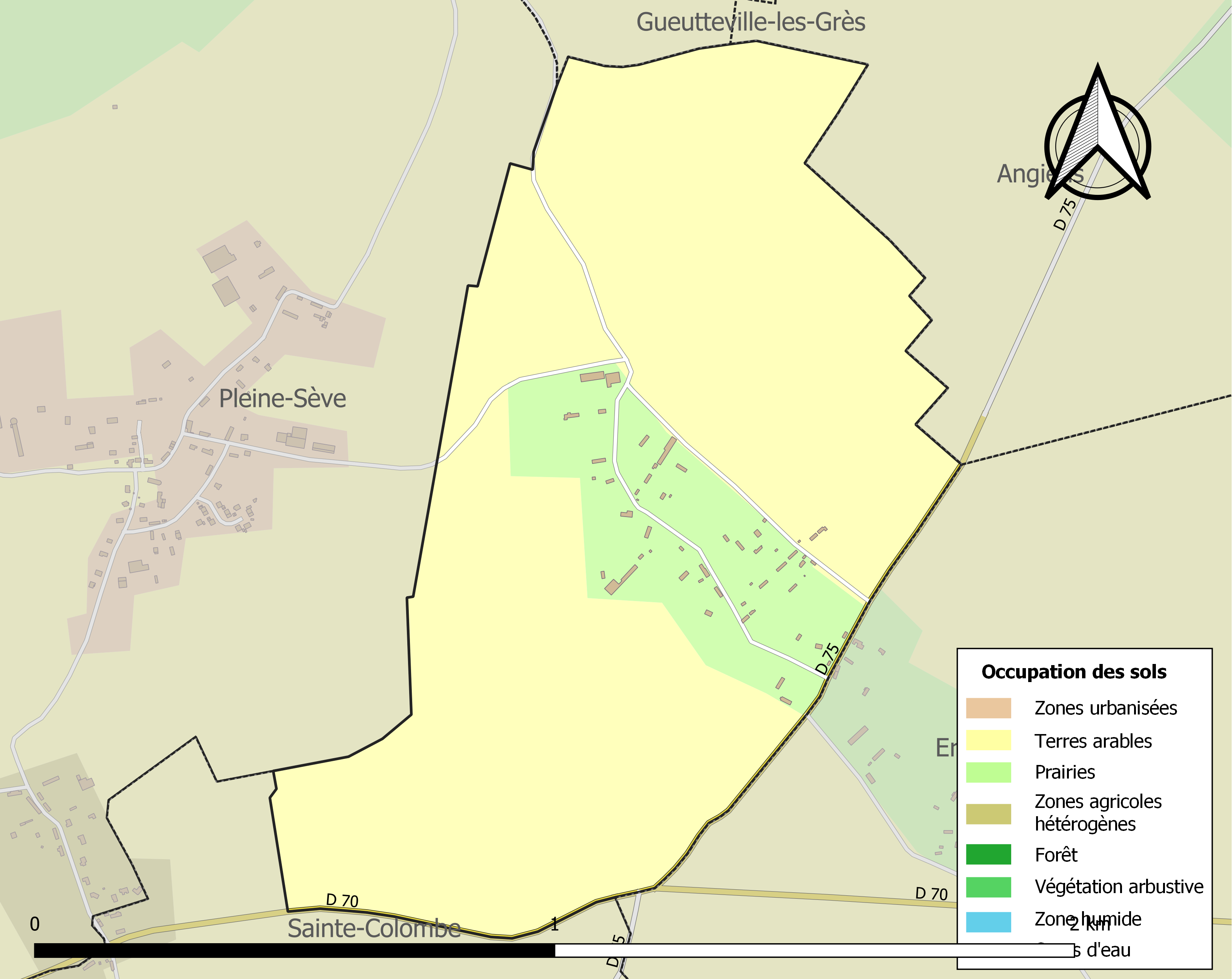
Carte des infrastructures et de l'occupation des sols de la commune en 2018 (CLC).

L'occupation des sols de la commune, telle qu'elle ressort de la base de données européenne d’occupation biophysique des sols Corine Land Cover (CLC), est marquée par l'importance des territoires agricoles (100 % en 2018), une proportion identique à celle de 1990 (100 %). La répartition détaillée en 2018 est la suivante : 
terres arables (84,5 %), prairies (15,5 %). L'évolution de l’occupation des sols de la commune et de ses infrastructures peut être observée sur les différentes représentations cartographiques du territoire : la carte de Cassini (XVIIIe siècle), la carte d'état-major (1820-1866) et les cartes ou photos aériennes de l'IGN pour la période actuelle (1950 à aujourd'hui).

### Habitat et logement
En 2018, le nombre total de logements dans la commune était de 25, alors qu'il était de 26 en 2013 et de 24 en 2008.
Parmi ces logements, 36 % étaient des résidences principales, 56 % des résidences secondaires et 8 % des logements vacants. Ces logements étaient pour 92 % d'entre eux des maisons individuelles et pour 4 % des appartements.
Le tableau ci-dessous présente la typologie des logements au Le Mesnil-Durdent en 2018 en comparaison avec celle de la Seine-Maritime et de la France entière. Une caractéristique marquante du parc de logements est ainsi une proportion de résidences secondaires et logements occasionnels (56 %) très nettement supérieure à celle du département (3,9 %) et à celle de la France entière (9,7 %). Concernant le statut d'occupation de ces logements, 88,9 % des habitants de la commune sont propriétaires de leur logement (87,5 % en 2013), contre 53 % pour la Seine-Maritime et 57,5 % pour la France entière.
| Typologie                                               | Le Mesnil-Durdent | Seine-Maritime | France entière |
| ------------------------------------------------------- | ----------------- | -------------- | -------------- |
| Résidences principales (en %)                           | 36                | 88             | 82,1           |
| Résidences secondaires et logements occasionnels (en %) | 56                | 3,9            | 9,7            |
| Logements vacants (en %)                                | 8                 | 8,1            | 8,2            |

## Toponymie
Le nom de la localité est attesté sous la formede Maisnillo Duredent en 1198.
Mesnil est un ancien nom commun tombé en désuétude et qui se retrouve aujourd'hui dans de nombreux toponymes. Mesnil désignait jusqu'à l'Ancien Régime un domaine rural.

## Histoire

### Moyen Âge
Très ancienne paroisse, dont le seigneur-patron était, en 1240, Richard Duredent, qui avait aussi un fief à Ermenouville, village voisin. Au XVIe siècle, les Raulin de Réalcamp possèdent la seigneurie, qui passe par mariage, aux Le Picard, seigneurs-patrons de saint Martin de Veules, jusqu'à la Révolution.

### Époque contemporaine
En 1822, se pose la question du rattachement de la commune, jugée trop petite, à une autre commune. Les habitants préfèrent  le Mesnil-Geffroy, plutôt que Pleine-Sève, mais finalement, le Mesnil-Geffroy est lui-même rattaché à Ermenouville, par Louis XVIII, le 8 octobre 1823 et le Mesnil-Durdent reste une commune indépendante.

## Politique et administration

### Rattachements administratifs et électoraux

#### Rattachements administratifs
La commune se trouve depuis 1926 dans l'arrondissement de Dieppe du département de la Seine-Maritime.
Elle faisait partie depuis 1801 du canton de Saint-Valery-en-Caux. Dans le cadre du redécoupage cantonal de 2014 en France, cette circonscription administrative territoriale a disparu, et le canton n'est plus qu'une circonscription électorale.

#### Rattachements électoraux
Pour les élections départementales, la commune fait partie depuis 2014 d'un nouveau canton de Saint-Valery-en-Caux porté de 14 à 77 communes.
Pour l'élection des députés, elle fait partie de la dixième circonscription de la Seine-Maritime.

### Intercommunalité
Le Mesnil-Durdent est membre fondateur de la communauté de communes de la Côte d'Albâtre, un établissement public de coopération intercommunale (EPCI) à fiscalité propre créé initialement en 2001 par transformation de l'ancien district de la région de Paluel et auquel la commune a transféré un certain nombre de ses compétences, dans les conditions déterminées par le code général des collectivités territoriales.

### Liste des maires
| Période                                  | Période                   | Identité            | Étiquette | Qualité                                    |
| ---------------------------------------- | ------------------------- | ------------------- | --------- | ------------------------------------------ |
| Les données manquantes sont à compléter. |                           |                     |           |                                            |
|                                          |                           |                     |           |                                            |
| 1848                                     |                           | Pruvel              |           |                                            |
| 1848                                     |                           | Pascal Angot        |           |                                            |
| avant 1995                               |                           | Jean-Claude Sellier |           |                                            |
|                                          |                           |                     |           |                                            |
| 2001                                     | 2008                      | Michel Diologent    |           |                                            |
| mars 2008                                | En cours (au 6 juin 2023) | Bertrand Carpentier |           | Agriculteur Réélu pour le mandat 2020-2026 |

## Démographie
L'évolution du nombre d'habitants est connue à travers les recensements de la population effectués dans la commune depuis 1793. Pour les communes de moins de 10 000 habitants, une enquête de recensement portant sur toute la population est réalisée tous les cinq ans, les populations de référence des années intermédiaires étant quant à elles estimées par interpolation ou extrapolation. Pour la commune, le premier recensement exhaustif entrant dans le cadre du nouveau dispositif a été réalisé en 2008.

En 2022, la commune comptait 17 habitants, en évolution de −5,56 % par rapport à 2016 (Seine-Maritime : +0,35 %, France hors Mayotte : +2,11 %).
| 1793 | 1800 | 1806 | 1821 | 1831 | 1836 | 1841 | 1846 | 1851 |
| ---- | ---- | ---- | ---- | ---- | ---- | ---- | ---- | ---- |
| 110  | 120  | 124  | 139  | 147  | 149  | 107  | 160  | 154  |

| 1856 | 1861 | 1866 | 1872 | 1876 | 1881 | 1886 | 1891 | 1896 |
| ---- | ---- | ---- | ---- | ---- | ---- | ---- | ---- | ---- |
| 159  | 145  | 158  | 150  | 157  | 170  | 166  | 175  | 107  |

| 1901 | 1906 | 1911 | 1921 | 1926 | 1931 | 1936 | 1946 | 1954 |
| ---- | ---- | ---- | ---- | ---- | ---- | ---- | ---- | ---- |
| 129  | 114  | 112  | 82   | 76   | 65   | 63   | 43   | 54   |

| 1962 | 1968 | 1975 | 1982 | 1990 | 1999 | 2006 | 2008 | 2013 |
| ---- | ---- | ---- | ---- | ---- | ---- | ---- | ---- | ---- |
| 45   | 34   | 27   | 20   | 20   | 27   | 23   | 22   | 19   |

| 2018 | 2022 | - | - | - | - | - | - | - |
| ---- | ---- | - | - | - | - | - | - | - |
| 18   | 17   | - | - | - | - | - | - | - |

En 2018, le village est, avec ses 18 habitants, la plus petite commune de Normandie, suivie par Taillepied dans la Manche (23 habitants) et Bresolettes dans l’Orne (24).

## Culture locale et patrimoine

### Lieux et monuments
- Le Jardin des Amouhoques[22] : il s'agit d'un jardin conservatoire de la flore sauvage du pays de Caux conçu dans l'esprit d'un jardin botanique où chaque plante est étiquetée :  on y  trouve alors le nom scientifique et le nom populaire, la période de floraison, etc. Une aquarelle illustre chaque étiquette afin de faciliter l'identification des plantes. 
Le long d’un parcours de 1,5 km qui sillonne le village, le jardin botanique présente les plantes sauvages du pays de Caux (plus de 300 espèces répertoriées)[1].
- L'église en grès est dédiée à saint Aubin. 
Cependant, depuis très longtemps, un pèlerinage avait lieu chaque année en juin en l'honneur de saint Onuphre. 
Reconstruite au XVIe siècle et agrandie au XVIIIe siècle, cette petite église est "dans un paysage champêtre de haies et d'arbres de haute futaie", selon les mots d'un écrivain[Qui ?]. La chapelle Nord est la partie la plus ancienne (1528). Petite cloche, dite "tinterelle", qu'on sonne toujours à la main. Fonts baptismaux du XVIe siècle. Blason de la famille Langlois de Breteuil, sur un mur de la nef (famille alliée aux Le Picard, derniers seigneurs). Poutre de gloire du XVIIe siècle (inscrite "Monument Historique"). Maître-autel et retable du XVIIIe siècle. Statue de saint Onuphre (classée "monument historique"), qu'un archevêque de Rouen trouvait trop dénudée, en 1714[1].

### Personnalités liées à la commune
Étienne de Raulin, Comte Étienne de Raulin de Gueutteville de Realcamp, dit "Raulin-Laboureur", ingénieur-agricole, colonel dans la Résistance (chevalier de la Légion d'honneur et Rosette de la Résistance), député à l'Assemblée constituante de 1945, était un descendant de la famille seigneuriale du Mesnil-Durdent[réf. nécessaire].

### Héraldique
| Blason de Le Mesnil-Durdent | Blason  | D’argent à trois têtes de loup de sable dentées de gueules, celle de la pointe plus grande, au chef d’azur chargé d’une fleur de camomille sauvage au naturel accompagnée de deux besants, d’argent à dextre et d’or à senestre. |
| Blason de Le Mesnil-Durdent | Détails | Création Denis Joulain, validée par délibération municipale le 24 octobre 2015. |

## Pour approfondir